# シマージス
シマージス（イタリア語: Simaxis）は、イタリア共和国サルデーニャ自治州オリスターノ県にある、人口約2,200人の基礎自治体（コムーネ）。

## 地理

### 位置・広がり

#### 隣接コムーネ
隣接するコムーネは以下の通り。
- オッラストラ
- オリスターノ
- シアマンナ
- シアピッチーア
- ソラルッサ
- ゼルファリーウ